# Kiss Alive! 1975–2000
Kiss Alive! 1975—2000 — бокс-сет, коллекция живых выступлений американской рок-группы Kiss, вышедший 21 ноября 2006 года.
«The Millennium Concert», записанный 31 декабря 1999 года в Ванкувере, Канада) первоначально планировалось выпустить как «Alive IV» в 2000 году, но, так как родительский лейбл Kiss «Mercury» был поглощён «Universal Music Group», релиз альбома был отложен.
72-страничный буклет к бокс-сету содержит опечатку: авторство композиции «Cold Gin» ошибочно приписано Полу Стэнли вместо Эйса Фрэйли.
«Rock and Roll All Nite» — единственная композиция с Alive! The Millennium Concert, которую можно было услышать до выхода «Kiss Alive! 1975—2000». Она была доступна на бокс-сете The Box Set (2001).

## Содержание
1. Alive!
2. Alive II
3. Alive III
4. Alive! The Millennium Concert

### Список композиций Alive! The Millennium Concert
| №   | Название                    | Автор(ы)                        | Основной вокал                   | Длительность |
| --- | --------------------------- | ------------------------------- | -------------------------------- | ------------ |
| 1.  | «Psycho Circus»             | Пол Стэнли, Кёртис Куомо        | Стэнли                           | 5:33         |
| 2.  | «Shout It Out Loud»         | Стэнли, Джин Симмонс, Боб Эзрин | Стэнли, Симмонс                  | 3:16         |
| 3.  | «Deuce»                     | Симмонс                         | Симмонс                          | 3:45         |
| 4.  | «Heaven's on Fire»          | Стэнли, Дезмонд Чайлд           | Стэнли                           | 4:14         |
| 5.  | «Into the Void»             | Эйс Фрэйли, Карл Кохран         | Фрэйли                           | 4:25         |
| 6.  | «Firehouse»                 | Стэнли                          | Стэнли                           | 3:59         |
| 7.  | «Do You Love Me?»           | Стэнли, Эзрин, Ким Фоули        | Стэнли                           | 3:54         |
| 8.  | «Let Me Go, Rock 'n' Roll»  | Стэнли, Симмонс                 | Симмонс                          | 5:16         |
| 9.  | «I Love It Loud»            | Симмонс, Винсент                | Симмонс                          | 3:24         |
| 10. | «Lick It Up»                | Стэнли, Винсент                 | Стэнли                           | 4:39         |
| 11. | «100,000 Years»             | Стэнли, Симмонс                 | Стэнли                           | 5:47         |
| 12. | «Love Gun»                  | Стэнли                          | Стэнли                           | 4:17         |
| 13. | «Black Diamond»             | Стэнли                          | Питер Крисс, Стэнли (вступление) | 5:28         |
| 14. | «Beth»                      | Крисс, Эзрин, Стэн Пенридж      | Крисс                            | 2:42         |
| 15. | «Rock and Roll All Nite»    | Стэнли, Симмонс                 | Симмонс                          | 5:41         |
| 16. | «2,000 Man (бонус)»         | Мик Джаггер, Кит Ричардс        | Фрэйли                           | 5:25         |
| 17. | «God of Thunder (бонус)»    | Стэнли                          | Симмонс                          | 4:55         |
| 18. | «Detroit Rock City (бонус)» | Стэнли, Эзрин                   | Стэнли                           | 4:55         |